# Więcej krwi
Więcej krwi (norw. Mere blod) – powieść kryminalna norweskiego pisarza Jo Nesbø, opublikowana w 2015. Pierwsze polskie wydanie ukazało się w tym samym roku nakładem Wydawnictwa Dolnośląskiego, w tłumaczeniu Iwony Zimnickiej.

## Ekranizacja
- 2022: Słońce nad horyzontem (ang. The Hanging Sun), reż. Francesco Carrozzini.